# Caminos en el aire
Caminos en el aire fue un programa de televisión en español emitido por Universidad Politécnica Televisión (UPV-TV), la televisión oficial de la Universidad Politécnica de Valencia. Se emitió durante once años de forma ininterrumpida, desde el 13 de junio de 2006 hasta el 8 de junio de 2017. Se trató del único programa de televisión en España que se ocupa específicamente del mundo de la aviación en todas sus vertientes.

## Formato
El programa fue presentado y dirigido por José Gavidia Abarca en las instalaciones de la televisión de la Universidad Politécnica de Valencia. Su contenido divulgativo respondió a la condición de televisión pública de la UPV-TV, universidad donde además se ofertan los estudios de ingeniería aeroespacial. Estaba destinado a difundir contenidos sobre el mundo de la aviación en toda su amplitud, tanto civiles como militares, pasando por su historia o sus aspectos deportivos.
Acerca de su diversidad temática, según una entrevista a su director publicada en la Revista del Colegio Oficial de Ingenieros Aeronáuticos, se indica que el programa se ocupa:

Desde el menor de los aeromodelos de un principiante hasta los más poderosos aviones de combate o de transporte, pasando por todos los deportes aéreos: paracaidismo, paramotor, aviones ultraligeros, aviación civil y militar, aeróstatos, vehículos aeroespaciales.

Su formato combinaba la emisión de reportajes con entrevistas y tertulias en plató. Su duración aproximada fue de una hora por capítulo. Su periodicidad de emisión varió de semanal a mensual durante todos los años que estuvo en antena.

## Equipo
Durante el período de tiempo durante el que se emitió el programa hubo cambios en el equipo técnico, con la excepción de la del propio José Gavidia presente en todos y cada uno de las emisiones. En la mayoría de ellas, no obstante, la asistencia técnica corría a cargo de Alejandro Pobes Simó, Verónica Micó Yuste, Rafael J.Ruiz Luna y Fran J.Sánchez Calvo. Contaban con la  coordinación de Carmen Revillo Rubio y Amparo Mata Nájera y los grafismos tenían por autor a Iván Gallego Fenollar. Cada emisión recogía al equipo técnico que la hacía posible así como a los colaboradores del programa que aportaban videos y reportajes.

## Premios
En 2009 el programa recibió el Premio Tonel de la Asociación Española de Pilotos de Aviones Ligeros (AEPAL). Un año después obtuvo el Premio Aviador Piñeiro por difundir la cultura aeronáutica. Otros premios obtenidos han sido uno otorgado por la Federación de Deportes Aéreos de la Comunidad Valenciana y una distinción del Club ULM “La Llosa”.